# كورجون أموري
كورجون أموري (الاسم العلمي:Coregonus ussuriensis) (بالإنجليزية: Amur whitefish)‏ هو نوع من الأسماك يتبع جنس الكورجون من فصيلة سمك السلمون.